# 미스터 부 2 - 반근팔냥
미스터 부 2 - 반근팔냥(半斤八兩: The Private Eyes)은 홍콩에서 제작된 허관문 감독의 1976년 영화이다. 허관문 등이 주연으로 출연하였고 추문회 등이 제작에 참여하였다.

## 출연

### 주연
- 허관문
- 허관걸
- 허관영
- 오요한
- 석견
- 진흔건
- 주목
- 조아지